# Obligo
Unter Obligo (lateinisch „obligare“, vertraglich binden, verpflichten, haften) versteht man allgemein in der Wirtschaft und besonders im Bankwesen die Haftung für Verbindlichkeiten. 

## Geschichte
Seit Oktober 1682 erwähnte die Leipziger Wechselordnung in § 17 das Obligo „der Trassierer und Indossierer“, also der Aussteller und Indossanten von Wechseln. Seitdem steht der Begriff eng mit dem Wechsel in Verbindung. Mit der Wechselklausel „ohne Obligo“ („Angstklausel“) schließt der Indossant – auch heute noch – eine wechselrechtliche Haftung gegenüber weiteren Indossanten für sich aus, wenn er die Weitergabe des Wechsels mittels Rektaindossament verbietet (Art. 15 Abs. 2 WG). Dieser Haftungsausschluss erschien ersichtlich erstmals im November 1848 in Art. 14 der Allgemeinen Deutschen Wechselordnung. Für eine ökonomische Enzyklopädie aus dem Jahr 1806 hieß „Obligo so viel wie Obligation“; sie setzte das Obligo als Verbindlichkeit mit der Schuldverschreibung gleich.

## Bankwesen
Bis Dezember 1998 wurde durch das Diskontgeschäft der Begriff des Obligos bei Kreditinstituten häufig verwendet, etwa im Zusammenhang mit dem „Wechselobligo“, das sich aus „Einreicherobligo“ und „Bezogenenobligo“ zusammensetzte, um die Höhe der Wechselhaftung dieser Beteiligten zusammenzufassen. Nach einer Kreditwürdigkeitsprüfung legten die Banken eine Höchstgrenze fest, bis zu der sie bereit waren, Wechsel vom Einreicher zu diskontieren und vom Bezogenen als Kreditrisiko im Bestand zu halten. 
Seit der Einstellung dieses Bankgeschäfts verwenden Institute den Begriff im Zahlungsverkehr noch im Zusammenhang mit dem „Lastschriftobligo“, dem Rückbelastungsrisiko von Lastschriften. Es besteht in der Gefahr, dass die vom Zahlungsempfänger eingereichten und ihm von seiner Bank „Eingang vorbehalten“ bereits gutgeschriebenen Lastschriften vom Zahlungspflichtigen später nicht eingelöst werden und der Zahlungsempfänger über die Gutschrift bereits verfügt hat. Beim „Lastschriftobligo“ handelt es sich mithin aus Banksicht um das Risiko, dass sie die „Eingang vorbehalten“ gutgeschriebenen Beträge vom Zahlungsempfänger wegen dessen Insolvenz nicht mehr zurückerhält. Das Lastschriftobligo wird als Teil des Kreditrisikos angesehen und durch interne Kreditlinien begrenzt.
Außerdem steht Obligo synonym für die Höhe des gesamten Kreditrisikos eines bestimmten Kreditnehmers.

## Materialwirtschaft
In der Materialwirtschaft versteht man unter Bestellobligo die Gesamtsumme der bestellten Waren und Investitionsgüter, die vom Besteller verbindlich abzunehmen sind. Das Bestellobligo ist die Summe aller Zahlungsverpflichtungen aus Bestellungen, die noch zu regulieren sind. Eine Rechnung stellt solange ein Obligo dar, bis die dazugehörige Ware/Investitionsgut durch den Wareneingang oder die Anlagenbuchhaltung gebucht ist. Erst danach wird sie zu einer Verbindlichkeit. Das Bestellobligo ist nach § 285 Nr. 3a HGB und IFRS 1.103 ff. im Anhang als „sonstige Verpflichtungen“ anzugeben. Dabei handelt es sich um erwartete finanzielle Belastungen, die erst in Zukunft zu Verbindlichkeiten werden. In einigen Wirtschaftszweigen kann das Bestellobligo erhebliche Bedeutung besitzen, wie etwa bei Fluggesellschaften die bestellten Flugzeuge.